# Hydrovatus compactus
Hydrovatus compactus är en skalbaggsart som beskrevs av Sharp 1882. Hydrovatus compactus ingår i släktet Hydrovatus och familjen dykare. Inga underarter finns listade i Catalogue of Life.